# 大雪嶺登
大雪 嶺登（だいせつ みねと、1944年11月30日 - 1980年4月16日）は、北海道夕張市出身（本籍地は北海道夕張郡由仁町）で宮城野部屋に所属した大相撲力士。本名は秋田 芳夫（あきた よしお）。最高位は東前頭3枚目（1971年7月場所）。現役時代の体格は183cm、120kg。得意手は右四つ、投げ、蹴返し。

## 来歴・人物
夕張市立千代田中学校を卒業後、夕張鉄道に2年ほど勤務したが1962年、地元の道会議員の紹介で宮城野部屋へと入門。入門に際しては母の強い反対があったが、それを押し切る形で決めた角界入りであった。
同年9月場所にて17歳で初土俵を踏み、翌場所、本名でもある「秋田」の四股名で序ノ口に付いた。
その後師匠の現役名（吉葉山）から2字を取った「吉葉嶺」に四股名を改めたが、過去にこの四股名を名乗った2人が手首の怪我に見舞われたという話を聞いたので、三段目時代の1964年7月場所より「大雪」に改名した。これは、北海道の最高峰である「大雪山・旭岳」に因んでいる。
新十両昇進は、1968年1月場所。以降は暫く十両にあったが、東十両筆頭で迎えた1969年11月場所で3点勝ち越し、翌年1月場所で新入幕を果たした。
幕内には新入幕以降連続11場所、通算で12場所在位した。1971年1月場所と同年5月場所では幕内下位ではあったが10勝を挙げ、特に1月場所では敢闘賞の候補に挙がった事がある（受賞は逃した）。
蹴手繰りや蹴返しといった半端な取り口が得意であったが、手首が脆いという欠点があったため、幕内上位では活躍できなかった（結果的に、過去2人の「吉葉嶺」が背負ったジンクスは克服できなかった事になる）。横綱・大関陣との対戦圏内には2度進んだが、いずれも大敗している（1971年3月場所（西前頭3枚目）･･･4勝11敗、同年7月場所（東前頭3枚目）･･･4勝11敗）。最初に進出した1971年3月場所では、同郷の大横綱・大鵬と初対戦（これが唯一の対戦ともなる）。仕切り1回で立合い、あっさりと掬い投げで敗れている。
1972年3月場所を最後に幕内から遠ざかり、同年9月場所では、東十両10枚目の地位で2勝13敗と惨敗して関取の座も失った。翌場所と翌年1月場所は全休し、東幕下39枚目に在位した同場所（1973年1月場所）を以って28歳で引退。年寄名跡を得ていなかった事もあり、引退後、直ちに日本相撲協会から去った。
以後は東京都新宿区早稲田で相撲料理の店「ちゃんこ大雪」を営んだが、1980年4月16日、膵臓癌により35歳で没した。
なお「～大雪」は大雪の没後、妻・英子が経営を引き継ぎ、2018年頃まで営業を続けていたが、現在は閉店している（店舗の所在地は、同区弁天町2）。

## 主な成績・記録
- 幕内成績：77勝103敗 勝率.428
- 幕内在位：12場所
- 通算成績：326勝323敗17休 勝率.502
- 現役在位：62場所
- 各段優勝
  - 幕下優勝：1回（1967年11月場所）

### 場所別成績
| | 一月場所 初場所（東京） | 三月場所 春場所（大阪） | 五月場所 夏場所（東京） | 七月場所 名古屋場所（愛知） | 九月場所 秋場所（東京） | 十一月場所 九州場所（福岡） |
| --- | ----------------------- | ----------------------- | ----------------------- | --------------------------- | ----------------------- | --------------------------- |
| 1962年 （昭和37年） | x                       | x                       | x                       | x                           | （前相撲）              | 東序ノ口11枚目 6–1          |
| 1963年 （昭和38年） | 東序二段53枚目 4–3      | 東序二段21枚目 5–2      | 西三段目72枚目 3–4      | 東三段目87枚目 3–4          | 東三段目98枚目 5–2      | 東三段目49枚目 3–4          |
| 1964年 （昭和39年） | 東三段目58枚目 2–5      | 東三段目84枚目 3–4      | 東三段目92枚目 4–3      | 西三段目76枚目 6–1          | 東三段目28枚目 4–3      | 西三段目11枚目 4–3          |
| 1965年 （昭和40年） | 西幕下95枚目 3–4        | 西三段目10枚目 4–3      | 東幕下96枚目 4–3        | 東幕下86枚目 4–3            | 西幕下78枚目 4–3        | 西幕下68枚目 4–3            |
| 1966年 （昭和41年） | 東幕下63枚目 5–2        | 東幕下46枚目 5–2        | 東幕下32枚目 2–5        | 東幕下51枚目 3–4            | 東幕下58枚目 6–1        | 東幕下34枚目 5–2            |
| 1967年 （昭和42年） | 東幕下21枚目 4–3        | 西幕下16枚目 3–4        | 西幕下28枚目 4–3        | 東幕下20枚目 3–4            | 西幕下23枚目 4–3        | 東幕下17枚目 優勝 7–0       |
| 1968年 （昭和43年） | 東十両13枚目 8–7        | 東十両10枚目 7–8        | 東十両12枚目 8–7        | 東十両9枚目 8–7             | 東十両6枚目 8–7         | 東十両3枚目 6–9             |
| 1969年 （昭和44年） | 東十両5枚目 7–8         | 西十両7枚目 8–7         | 西十両3枚目 6–9         | 西十両6枚目 9–6             | 東十両2枚目 8–7         | 東十両筆頭 9–6              |
| 1970年 （昭和45年） | 西前頭12枚目 9–6        | 西前頭5枚目 6–9         | 東前頭8枚目 7–8         | 東前頭9枚目 6–9             | 東前頭12枚目 8–7        | 東前頭7枚目 6–9             |
| 1971年 （昭和46年） | 東前頭12枚目 10–5       | 西前頭3枚目 4–11        | 西前頭10枚目 10–5       | 東前頭3枚目 4–11            | 西前頭10枚目 3–12       | 東十両4枚目 7–8             |
| 1972年 （昭和47年） | 東十両5枚目 10–5        | 東前頭12枚目 4–11       | 西十両5枚目 6–9         | 西十両8枚目 6–6–3           | 東十両10枚目 2–13       | 西幕下8枚目 休場 0–0–7      |
| 1973年 （昭和48年） | 東幕下39枚目 引退 0–0–7 | x                       | x                       | x                           | x                       | x                           |
| 各欄の数字は、「勝ち-負け-休場」を示す。 優勝 引退 休場 十両 幕下 三賞：敢=敢闘賞、殊=殊勲賞、技=技能賞 その他：★=金星 番付階級：幕内 - 十両 - 幕下 - 三段目 - 序二段 - 序ノ口 幕内序列：横綱 - 大関 - 関脇 - 小結 - 前頭（「#数字」は各位内の序列） |                         |                         |                         |                             |                         |                             |

### 幕内対戦成績
| 力士名 | 勝数 | 負数 | 力士名 | 勝数 | 負数 | 力士名   | 勝数 | 負数 | 力士名 | 勝数 | 負数 |
| ------ | ---- | ---- | ------ | ---- | ---- | -------- | ---- | ---- | ------ | ---- | ---- |
| 浅瀬川 | 1    | 1    | 朝登   | 1    | 1    | 旭國     | 2    | 2    | 大潮   | 0    | 1    |
| 和晃   | 1    | 4    | 北瀬海 | 0    | 1    | 北の富士 | 0    | 1    | 清國   | 0    | 1    |
| 黒姫山 | 4    | 2    | 高鉄山 | 4    | 2    | 琴櫻     | 0    | 1    | 金剛   | 1    | 2    |
| 白田山 | 1    | 3    | 錦洋   | 1    | 3    | 大麒麟   | 0    | 2    | 大受   | 0    | 1    |
| 大鵬   | 0    | 1    | 大文字 | 1    | 1    | 大雄     | 2    | 4    | 大竜川 | 2    | 0    |
| 貴ノ花 | 1    | 1    | 玉の海 | 0    | 1    | 照櫻     | 2    | 2    | 時葉山 | 8    | 3    |
| 栃東   | 2    | 4    | 栃勇   | 1    | 3    | 栃王山   | 2    | 4    | 栃富士 | 2    | 1    |
| 羽黒岩 | 5    | 5    | 長谷川 | 0    | 1    | 花光     | 1    | 0    | 福の花 | 1    | 4    |
| 富士櫻 | 0    | 1    | 藤ノ川 | 0    | 1    | 二子岳   | 4    | 2    | 双津竜 | 0    | 1    |
| 前の山 | 0    | 2    | 増位山 | 4(1) | 1    | 三重ノ海 | 2    | 2    | 義ノ花 | 2    | 1    |
| 琉王   | 2    | 2    | 龍虎   | 0    | 1    | 若浪     | 3    | 8    | 若二瀬 | 3    | 4    |
| 輪島   | 1    | 1    |        |      |      |          |      |      |        |      |      |

## 改名歴
- 秋田（あきた、1962年11月場所）
- 吉葉嶺（よしばみね、1963年1月場所-1964年5月場所）
- 大雪（だいせつ、1964年7月場所-1973年1月場所）